# Royaume de Qédar
VIIIe siècle av. J.-C. – IIe siècle av. J.-C.
Entités suivantes :
- Royaume nabatéen

Le royaume de Qédar (en arabe: مملكة قيدار, Mamlakat Qaydar) était un ancien royaume arabe situé dans le nord de l'Arabie, le sud de la Syrie et de la Palestine.

## Histoire
Les annales assyriennes font mention d'un royaume de Qédar en Arabie du Nord dès le VIIe siècle av. J.-C., identifiant les Qédarites à la confédération de tribus des Šumu’il.
Les souverains y portaient le titre de « Roi » ou de « Reine des Arabes ». Le royaume était centré sur l'oasis de Duma.
Hérodote fait mention de ces Arabes installés sur la route des Perses en Égypte, au sud de la ville de Cadytis (Gaza) et qui apportèrent leur aide à Cambyse lors de son invasion de l'Égypte à la fin du VIe siècle[réf. nécessaire]. Des inscriptions sur des bols en argent trouvés en Égypte, à Tell el-Mashkuta près d'Ismaïlia, portent des inscriptions en l'honneur de Han-ilat « la déesse » en langue nord-arabique, dont l'une émane du fils de Gashmu, roi de Qédar. Il s'agit du même Gashmu qui s'est opposé au retour des Judéens d'exil voulu par Néhémie.
Ces Arabes installés dans le nord de l'Arabie, le sud de la Palestine et à la frontière orientale de l'Égypte étaient donc des Qédarites dont le royaume a sans doute disparu au début du IVe siècle av. J.-C. au moment où les Nabatéens arrivent dans la région[réf. nécessaire].
On trouve des références au Royaume de Qédar dans les psaumes et cantiques de l'ancien Testament : cantique d'Isaïe (Isaïe 42) « Qu'ils poussent des cris, les déserts et leurs villes, les campements où réside Qédar. » Selon la Bible, Qédar est un des fils d'Ismaël.

## Source
- Les Araméens et les premiers Arabes, Françoise-Briquel Chatonnet, Edisud.